# Abaújszolnok
Abaújszolnok là một thị trấn thuộc hạt Borsod-Abaúj-Zemplén, Hungary. Thị trấn này có diện tích 8,66 km², dân số năm 2010 là 181 người, mật độ 21 người/km².